# Letrero publicitario de Monarch

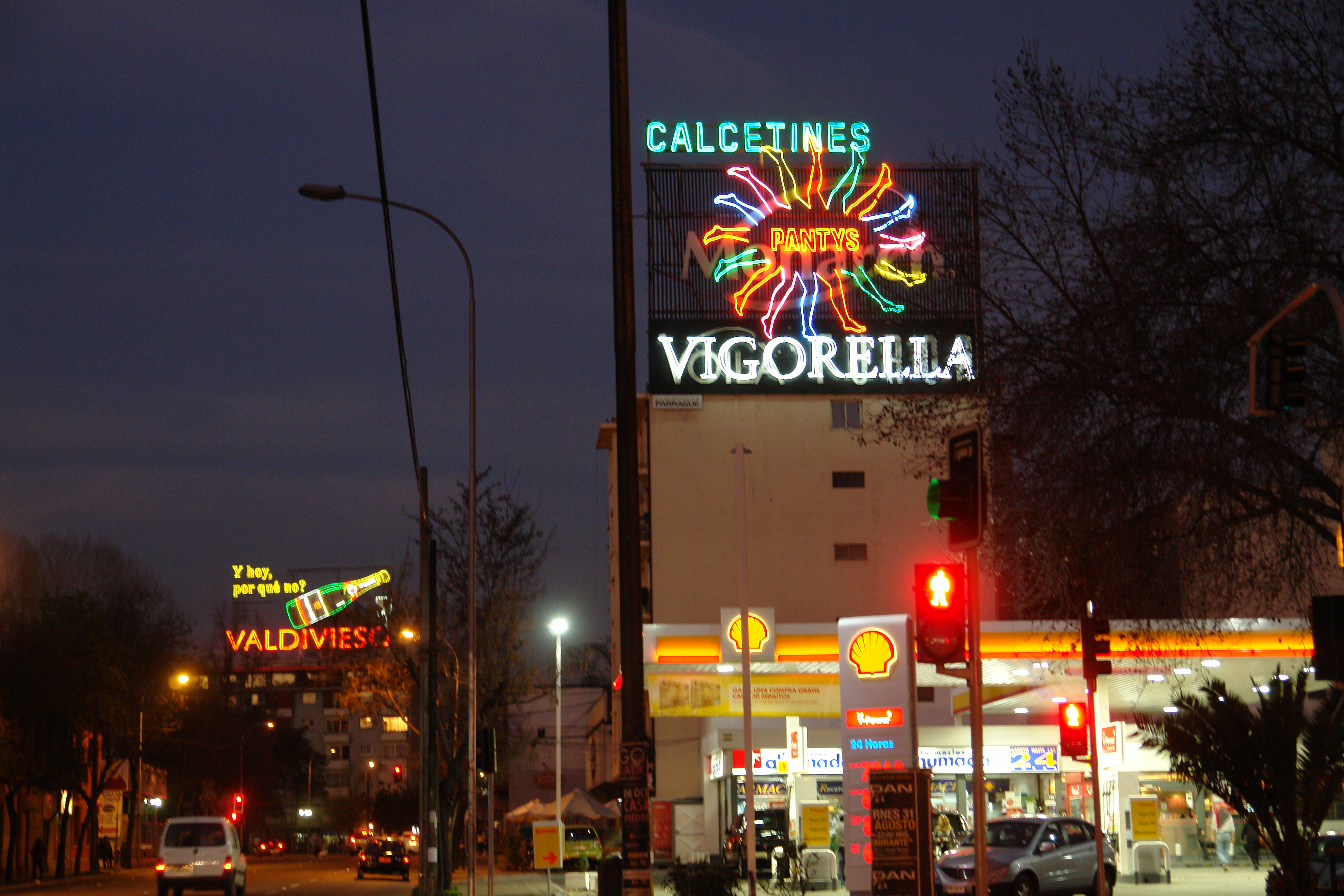
Vista del letrero publicitario de Monarch en la noche, desde la calle Diagonal Paraguay, atrás, a lo lejos, se puede apreciar el letrero publicitario de Valdivieso.

El letrero publicitario de Monarch está ubicado en la azotea del edificio ubicado en calle Rancagua n.º 51, en la Región Metropolitana, en la ciudad de Santiago, más específicamente, en la comuna de Providencia, Chile. Fue instalado cerca de 1954  y declarado Monumento Nacional de Chile, en la categoría de Monumento Histórico, mediante el Decreto n.º 219, del 31 de mayo de 2010.

## Historia
La empresa Luminosos Parragué lo fabricó y lo instaló en 1955.
Según Claudio Parragué, el gerente general de esta empresa:

«Las empresas querían que se les diera una suerte de magia a sus productos. Por eso utilizamos un sistema mecánico electromagnético que con el tiempo terminó transformando a las
piernas y a la botella de champagne en un clásico.»

El cartel está constituido por tubos de neón que se encienden a las nueve de la noche en el verano y en invierno, a las seis.